# Джабер-эль-Ахмед
Международный стадион Джабер-эль-Ахмед (араб. ملعب جابر الأحمد الدولي‎) — многофункциональный стадион, открывшийся 2009 году. Расположен в городе Эль-Кувейт, вмещает 65 тысяч зрителей. На стадионе матчи проводит Сборная Кувейта по футболу. Назван в честь эмира Кувейта Джабер аль-Ахмед аль-Джабер ас-Сабаха.

## Матчи на стадионе
- Финал Кубка АФК: 2010[2]